# No More Heroes 2: Desperate Struggle
Pour les articles homonymes, voir No More Heroes.
 (juin 2019).
Si vous disposez d'ouvrages ou d'articles de référence ou si vous connaissez des sites web de qualité traitant du thème abordé ici, merci de compléter l'article en donnant les références utiles à sa vérifiabilité et en les liant à la section « Notes et références ».
No More Heroes 2: Desperate Struggle est la suite du jeu vidéo No More Heroes, sorti en mars 2008 sur la console Wii. Cette suite a été officiellement annoncée lors du Tokyo Game Show 2008 sous la forme d'un trailer d'une trentaine de secondes.
Toujours développé par le studio japonais indépendant Grasshopper Manufacture, seul jeu de la série non dirigé par Goichi Suda (rélégué au rôle de producteur), et de nouveau édité par Marvelous Entertainment, le jeu est sorti le 28 mai 2010 en Europe.
Il a été suivi de deux suites : Travis Strikes Again: No More Heroes (2019) et No More Heroes III (2021).

## Histoire
L'histoire se passe 3 ans après la fin de No More Heroes, Travis a abandonné la UAA et est de ce fait tombé à la 51e place du classement des assassins. Santa Destroy, la ville où habite Travis, a été rénovée par la compagnie "Pizza Butt" qui voulait implanter ses restaurants dans le premier épisode.
Motivé par le meurtre de son ami Bishop et le retour de Sylvia Christel, Travis retourne une nouvelle fois à l'assaut du classement.

## Système de jeu
La ville de Santa Destroy est en train de devenir un haut lieu touristique, ce qui a changé tout l'aspect de la ville.
Travis vit toujours dans le motel "No More Heroes" et aime toujours autant les animes et le catch.
L'argent se gagne au travers de mini-jeux qui se jouent avec la manette classique, et sont en 2D, se voulant être des parodies ou des hommages aux jeux des consoles 8 bits tel la NES. Les déplacements dans la ville ne font plus partie du jeu : le joueur choisit sur la carte où il veut aller, et il est immédiatement projeté à cet endroit. Dans le premier volet du jeu, le joueur devait piloter la moto ou courir à travers la ville.